# Brogo Reservoir
Brogo Reservoir är en reservoar i Australien. Den ligger i delstaten New South Wales, i den sydöstra delen av landet, omkring 320 kilometer sydväst om delstatshuvudstaden Sydney. Brogo Reservoir ligger 121 meter över havet.
I omgivningarna runt Brogo Reservoir växer i huvudsak städsegrön lövskog. Runt Brogo Reservoir är det mycket glesbefolkat, med 5 invånare per kvadratkilometer. Genomsnittlig årsnederbörd är 1 127 millimeter. Den regnigaste månaden är juni, med i genomsnitt 166 mm nederbörd, och den torraste är juli, med 11 mm nederbörd.